# Phostria selenalis
Phostria selenalis là một loài bướm đêm trong họ Crambidae.